# Chester B. Jordan
Chester Bradley Jordan, född 15 oktober 1839 i Colebrook i New Hampshire, död 24 augusti 1914 i Lancaster i New Hampshire, var en amerikansk politiker (republikan). Han var New Hampshires guvernör 1901–1903.
Jordan efterträdde 1901 Frank W. Rollins som guvernör och efterträddes 1903 av Nahum J. Bachelder.